# Kükitaja
Kükitaja – wieś w Estonii, w prowincji Tartu, w gminie Tartu.